# Incendio del Museo Nacional de Brasil de 2018
El incendio del Museo Nacional de Brasil de 2018 afectó al histórico edificio ubicado en el Parque de Boa Vista, en la ciudad de Río de Janeiro, el 2 de septiembre de 2018. El siniestro destruyó casi por completo la colección histórica, acumulada en alrededor de doscientos años y que se había convertido en una de las más antiguas del mundo.

## Antecedentes

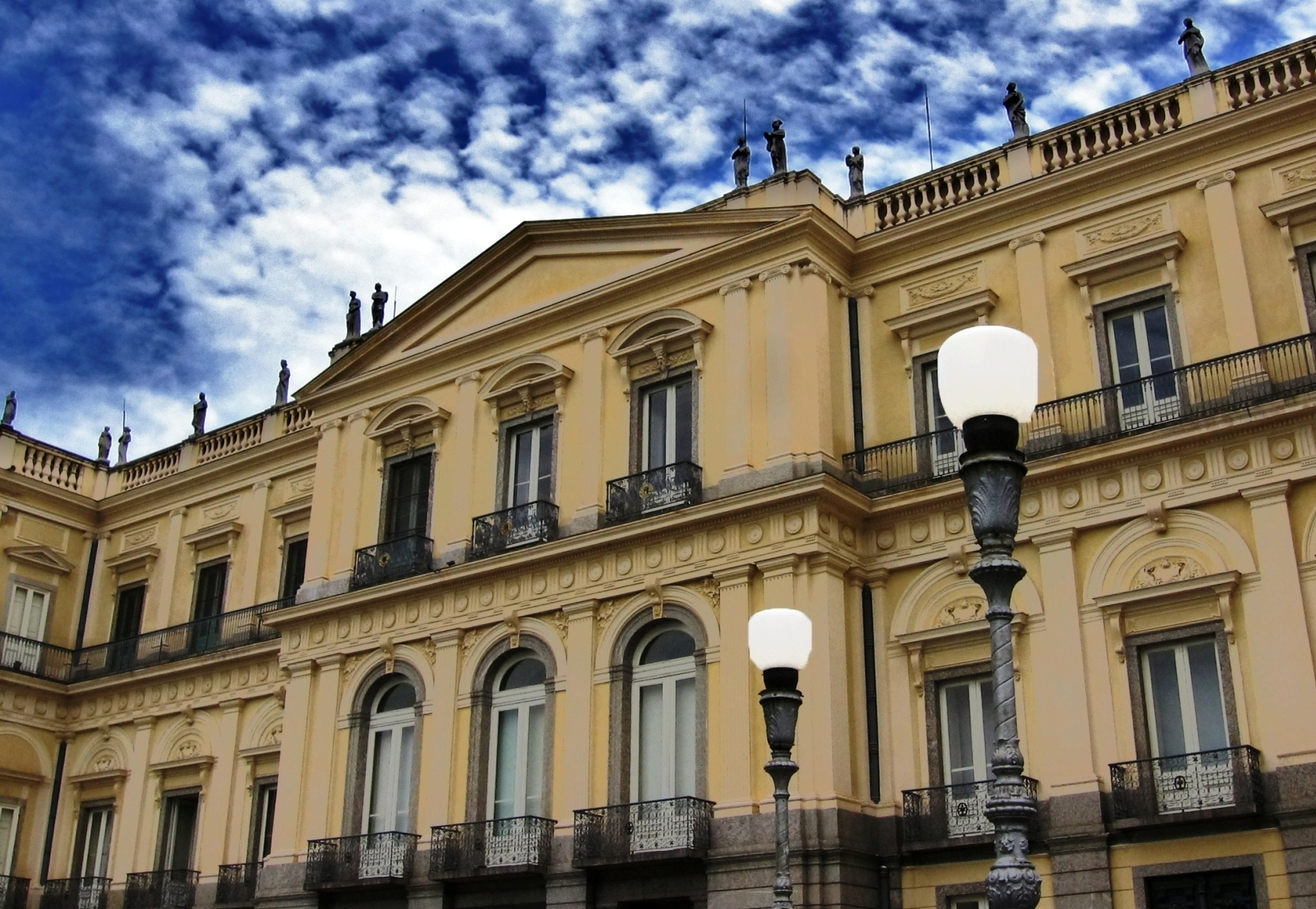
El edifício del Museo Nacional en 2004.

Con sucesivos recortes en el presupuesto, el Museo Nacional de Brasil no había estado recibiendo desde 2014 la cantidad de 520 000 reales anuales, suma necesaria para su mantenimiento, por lo que presentaba señales de mala conservación, tales como paredes descascaradas y cableado eléctrico expuesto a la vista pública. En junio de 2018, el museo cumplió su 200.º aniversario en una situación de abandono.
El vicerrector del museo, Luiz Fernando Dias Duarte, había informado sobre el descuido sufrido por el museo a lo largo de sucesivos gobiernos.

## Incendio

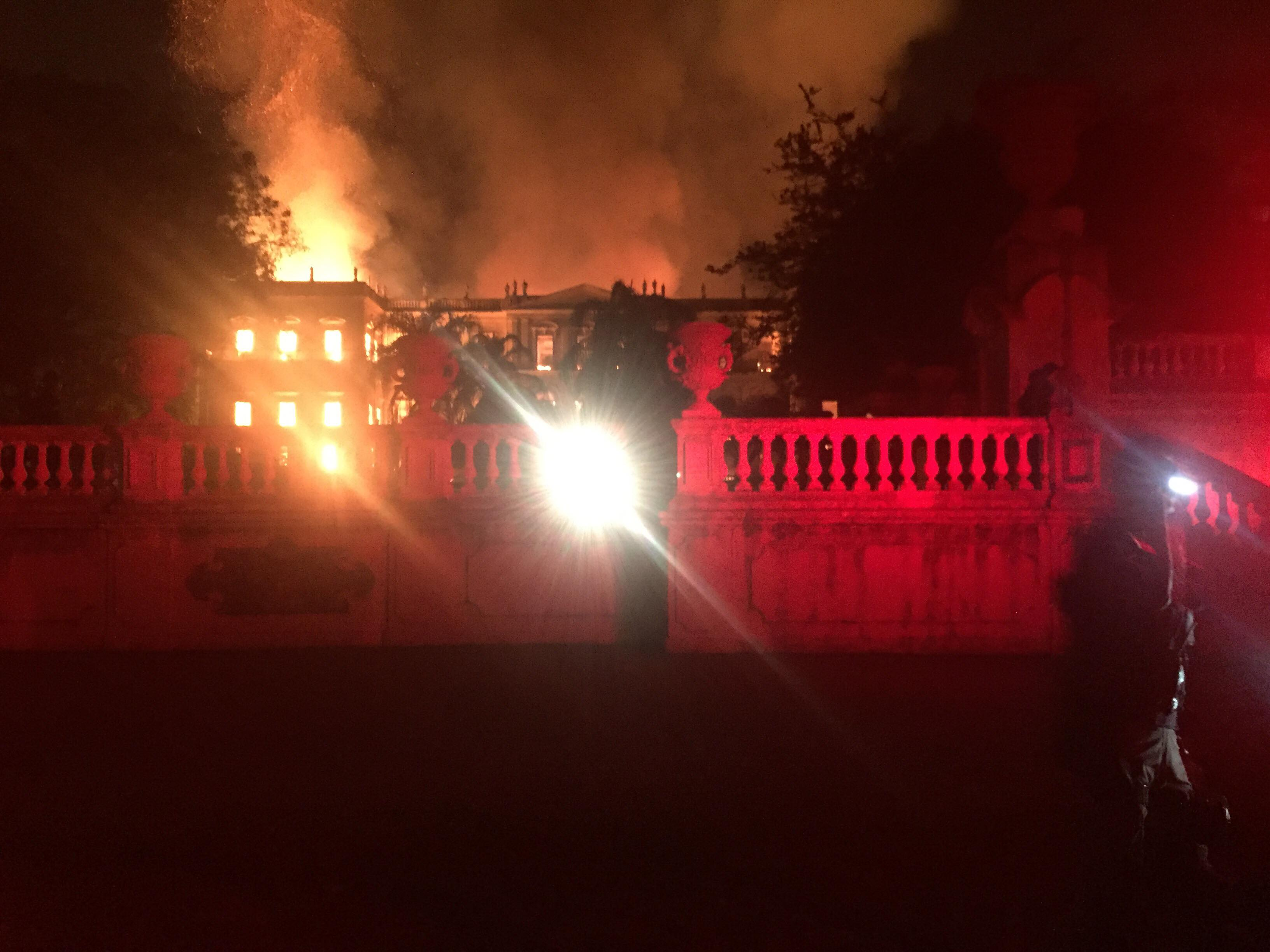
Vista más próxima, en donde se notan grandes llamas a la izquierda de la imagen.

El 2 de septiembre de 2018, luego del cierre del horario de atención al público, un incendio de grandes proporciones se desarrolló en los tres pisos del edificio del Museo Nacional de Brasil, en la Quinta da Boa Vista. Los bomberos fueron alertados alrededor de las 19:30 (UTC-3), y llegaron rápidamente al sitio.
Cerca de las 21:00, el incendio se encontraba fuera de control, con grandes llamas, siendo combatido por bomberos de cuatro estaciones (cuarteles). Decenas de personas se congregaron en la Quinta da Boa Vista para presenciar el incendio. Quince minutos más tarde, un equipo especializado entró en el edificio para tratar de bloquear las zonas aún no afectadas por las llamas, y evaluar la magnitud de los daños. Alrededor de 21:45, tres unidades de bomberos estaban luchando contra el fuego en el lugar. Se usaron dos escaleras Magirus, con dos camiones cisterna que se turnaban en el suministro de agua para el trabajo de los bomberos.
A las 22:00 aproximadamente, decenas de funcionarios del museo se unieron en el combate contra las llamas. Dos pisos del edificio estaban ya bastante destruidos, y el techo se había derrumbado. De acuerdo a Edson Vargas da Silva, bibliotecario y secretario durante 43 años en el museo, que también ayudó a combatir el incendio, el lugar «tenía una gran cantidad de papel, un piso de madera, por lo que la quema fue demasiado rápida».

## Consecuencias

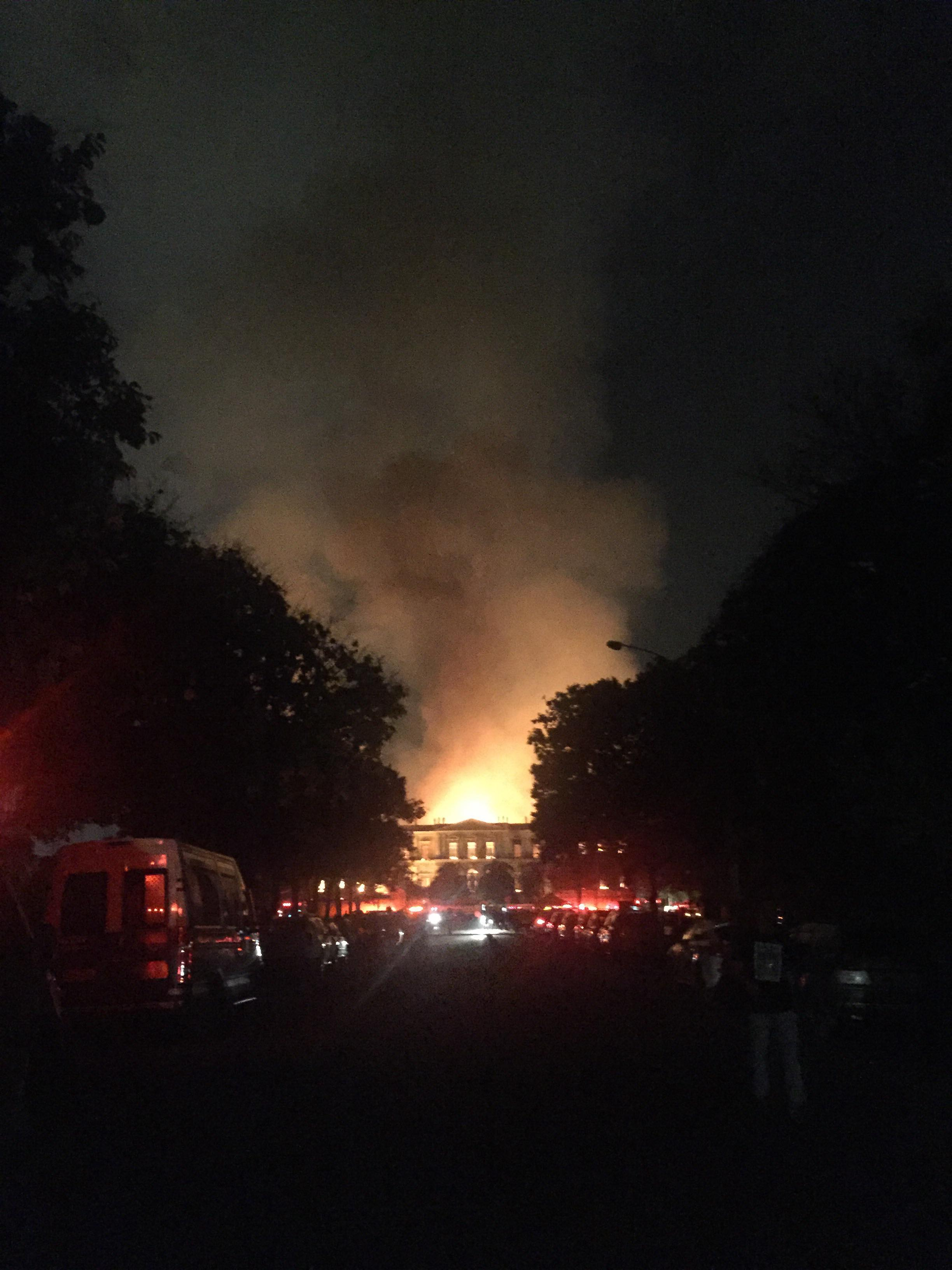
Incendio visto desde la ruta de acceso al área del museo.

Los tres pisos del edificio fueron bastante destruidos y el techo se desplomó.
De acuerdo con el subdirector del museo, Luiz Fernando Dias Duarte, se perdió la totalidad de la colección de la emperatriz Teresa Cristina, los frescos de Pompeya, el trono del rey de Dahomey, así como acervos lingüísticos. Entre los artículos que se estima han sido destruidos por el fuego está el fósil humano más antiguo hallado en Brasil, que se encontraba en dicho edificio desde 1974: los restos óseos de una mujer denominada como Luzia. Las colecciones de paleontología que estaban allí incluyen el Maxakalisaurus topai, un dinosaurio encontrado en Minas Gerais, que había sido el primero a gran escala en ser ensamblado en Brasil. El acervo de la etnología tenía artefactos de la cultura indígena, incluyendo objetos raros del pueblo Tikuna, de la comunidad afrobrasileña, así como artículos de diversas culturas del Pacífico. Otra pieza que también se puede haber perdido es el trono del rey africano Adandozan (1718-1818), donado por sus embajadores al Príncipe Regente, el futuro rey Juan VI de Portugal en 1811.
El meteorito Bendegó, encontrado en 1794 en Monte Santo y que estaba en el museo desde 1888, quedó intacto tras el fuego.
El museo, administrado por la Universidad Federal de Río de Janeiro, posee carácter académico y científico, habiendo sido reconocido como un centro de investigación para la historia natural y antropología en América Latina. Se perdió todo el trabajo de unos 90 investigadores realizado en la institución a lo largo del tiempo. Todo el Archivo Histórico, que se encontraba almacenado en un punto intermedio del edificio, también fue destruido. Se destruyeron además dos exposiciones que estaban en dos partes frontales de las principales áreas de la construcción. El levantamiento completo de lo que se ha destruido aún no se ha podido realizar porque el fuego es intenso en el lugar y hay riesgo de explosión.
Una parte del acervo no se encontraba en el edificio en llamas y no fue afectada. El fuego habrá consumido, sin embargo, todo lo que se encontraba en exposición. El zoológico de Río de Janeiro, que se encuentra muy cerca del edificio, no ha sido alcanzado por el incendio.
Los cuatro guardias que se encontraban trabajando en el lugar lograron escapar, no habiendo registro de víctimas.

## Repercusiones

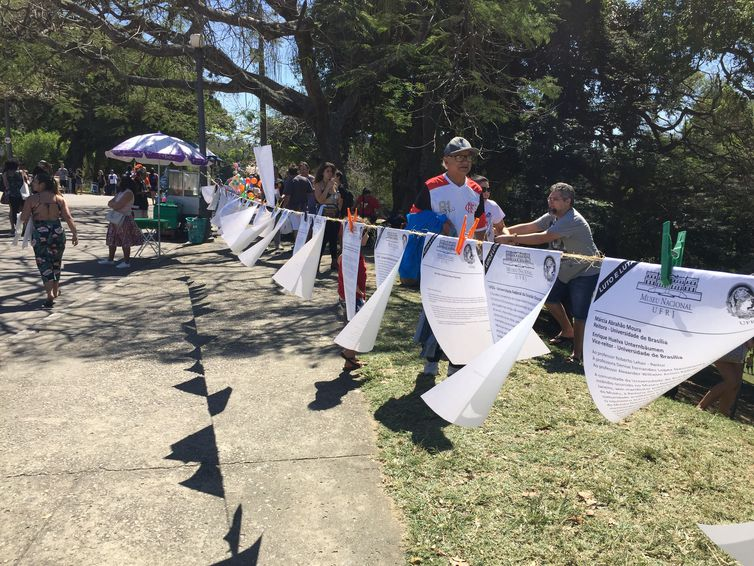
Muestra de solidaridad al Museo Nacional de Brasil en la Quinta da Boa Vista días después del incendio.

La presidenta del Instituto del Patrimonio Histórico y Artístico Nacional, Katia Bogéa, dijo que este incendio 

«es una tragedia nacional y global. Todo el mundo está viendo una pérdida no solo para el pueblo brasileño, sino para toda la humanidad [...] Es una tragedia anunciada, ya que desde hace mucho tiempo la gente sabe que el patrimonio cultural brasileño no tiene recursos».

El presidente brasileño, Michel Temer, declaró que 

«es incalculable para Brasil la pérdida de la colección del Museo Nacional. Hoy es un día trágico para la museología en nuestro país. Hemos perdido doscientos años de trabajo, de investigación y de conocimiento. El valor de nuestra historia no se puede medir, por los daños al edificio que abrigó a la familia real [brasileña] durante el Imperio, es un día triste para todos los brasileños».

La enciclopedia libre de Wikipedia llamó, por medio de Twitter, a una campaña civil para la incorporación de fotos de los artefactos perdidos en el incendio en las galerías de Wikimedia Commons

«Había más de 20 millones de objetos dentro del #MuseuNacional. ¿Tomaste una foto de alguno de ellos? Ayúdanos a preservar los recuerdos de tantos como podamos y añádelos a @wikicommons».

Entre los objetos perdidos se encontraba una momia precolombina de la cultura aimara del lago Titicaca por lo que el gobierno de Perú expresó sus condolencias

«El Perú manifiesta su solidaridad y disposición para cooperar en lo que sea factible a fin de enfrentar esta situación, la cual, afortunadamente, no ha reportado víctimas que lamentar».